# Natalie Powell
Natalie Powell, née le 16 octobre 1990 à Builth Wells, est une judokate britannique concourrant dans la catégorie des moins de 78 kg. 
Elle est détentrice d'une médaille mondiale, le bronze en 2017, de trois médailles de bronze aux championnats d'Europe, en 2016, 2017 et 2018. Elle remporte également la médaille d'or aux Jeux du Commonwealth de 2014.

## Biographie
En 2014, elle remporte la médaille d'or aux Jeux du Commonwealth lors de l'édition 2014 à Glasgow dans la catégorie des moins de 78 kg en s'imposant face à Gemma Gibbons. En 2016, elle remporte une médaille de bronze lors des championnats d'Europe de Kazan en battant Gemma Gibbons. Elle est éliminée en quarts de finale par la Française Audrey Tcheuméo lors du tournoi des Jeux olympiques de Rio de Janeiro puis elle est battue par l'Allemande Luise Malzahn lors des repêchages.
En 2017, lors des championnats d'Europe de Varsovie, elle obtient la médaille de bronze en attant Karen Stevenson après s'être inclinée face à une autre Hollandaise, Guusje Steenhuis, en demi-finale. La même année, elle remporte la médaille de bronze aux championnats du monde à Budapest dans la catégorie des moins de 78 kg. En octobre, elle remporte le Grand Slam Abu Dhabi, s'imposant face à Marhinde Verkerk. Cette victoire lui permet de devenir numéro une mondiale, une première pour un judoka britannique.
En 2018, elle remporte sa troisième médaille de bronze consécutive lors des Championnats d'Europe de Tel Aviv, battue en demi-finale par la Française Madeleine Malonga avant de terminer troisième en s'impposant face à la Portugaise Yahima Ramirez. Lors des mondiaux de Bakou, elle s'incline au troisième tour face à la Slovène Klara Apotekar. En fin d'année, lors du Masters mondial de Guangzhou, elle remporte la médaille de bronze en s'imposant face à Madeleine Malonga.

## Vie privée
Elle est en couple avec la judokate néerlandaise Sanne van Dijke.

## Palmarès

### Compétitions internationales
| Année | Compétition           | Lieu     | Résultat | Catégorie      |
| ----- | --------------------- | -------- | -------- | -------------- |
| 2014  | Jeux du Commonwealth  | Glasgow  | 1re      | Moins de 78 kg |
| 2016  | Championnats d'Europe | Kazan    | 3e       | Moins de 78 kg |
| 2017  | Championnats d'Europe | Varsovie | 3e       | Moins de 78 kg |
| 2017  | Championnats du monde | Budapest | 3e       | Moins de 78 kg |
| 2018  | Championnats d'Europe | Tel Aviv | 3e       | Moins de 78 kg |

### Tournois Grand Chelem et Grand Prix
| Année | Compétition     | Lieu          | Résultat | Catégorie      |
| ----- | --------------- | ------------- | -------- | -------------- |
| 2013  | Grand Prix      | Abu Dhabi     | 2e       | Moins de 78 kg |
| 2014  | Grand Prix      | Düsseldorf    | 3e       | Moins de 78 kg |
| 2014  | Grand Prix      | Samsun        | 2e       | Moins de 78 kg |
| 2014  | Grand Prix      | Budapest      | 3e       | Moins de 78 kg |
| 2014  | Grand Prix      | Zagreb        | 3e       | Moins de 78 kg |
| 2014  | Grand Prix      | Astana        | 1re      | Moins de 78 kg |
| 2014  | Grand Prix      | Tachkent      | 3e       | Moins de 78 kg |
| 2015  | Grand Prix      | Samsun        | 2e       | Moins de 78 kg |
| 2015  | Grand Prix      | Tachkent      | 1re      | Moins de 78 kg |
| 2015  | Masters mondial | Rabat         | 2e       | Moins de 78 kg |
| 2016  | Grand Chelem    | Paris         | 3e       | Moins de 78 kg |
| 2016  | Grand Prix      | Tbilisi       | 3e       | Moins de 78 kg |
| 2016  | Masters mondial | Guadalajara   | 3e       | Moins de 78 kg |
| 2017  | Grand Chelem    | Ekaterinbourg | 2e       | Moins de 78 kg |
| 2017  | Grand Prix      | Cancún        | 2e       | Moins de 78 kg |
| 2017  | Grand Chelem    | Abou Dhabi    | 1re      | Moins de 78 kg |
| 2018  | Grand Prix      | Düsseldorf    | 3e       | Moins de 78 kg |
| 2018  | Grand Prix      | Antalya       | 3e       | Moins de 78 kg |
| 2018  | Grand Prix      | Budapest      | 3e       | Moins de 78 kg |
| 2018  | Grand Chelem    | Abou Dhabi    | 2e       | Moins de 78 kg |
| 2018  | Masters mondial | Guangzhou     | 3e       | Moins de 78 kg |
| 2019  | Grand Prix      | Budapest      | 3e       | Moins de 78 kg |
| 2019  | Grand Prix      | Tachkent      | 3e       | Moins de 78 kg |
| 2019  | Grand Chelem    | Brasilia      | 2e       | Moins de 78 kg |
| 2020  | Grand Prix      | Tel Aviv      | 1re      | Moins de 78 kg |
| 2021  | Grand Chelem    | Abou Dhabi    | 3e       | Moins de 78 kg |
| 2022  | Grand Chelem    | Tbilisi       | 3e       | Moins de 78 kg |
| 2022  | Grand Prix      | Zagreb        | 1re      | Moins de 78 kg |
| 2022  | Grand Chelem    | Abou Dhabi    | 2e       | Moins de 78 kg |